# Іван Марунич
Іва́н Володи́мирович Мару́нич (нар. 28 липня 1989, м. Київ, Україна) — український музикант, автор пісень. Засновник та фронтмен гурту KARTA SVITU, блогер та телеведучий.

## Життєпис
Народився в Києві 28 липня 1989 року. Навчався в київській гімназії № 178, далі – на факультеті журналістики Київського національного університету ім. Тараса Шевченка. Закінчив музичну школу за класом скрипки.

## Творчість

### Музика
Грає на гітарі та фортепіано.
У 2019-2021 роках спільно з Олександром Положинським був учасником проєкту «Ол.Ів.'Є», який функціонував у формі записаних під гітару на камеру мобільного телефону пісень.
2020 року заснував гурт KARTA SVITU, який того ж року було презентовано на фестивалі «Бандерштат». У 2021 році гурт виступив на головній сцені фестивалю «Atlas» у Києві, взяв участь у телепроєкті «Хіт-конвеєр» телеканалу «М2», а також презентував дебютний відеокліп «Квартира». У результаті музичного батла в інтернеті між Іваном Маруничем та Віталієм Кличком, народилась пісня «Одного дня я стану мером». Під час першого сольного концерту KARTA SVITU мер Києва вийшов на сцену та заспівав разом з гуртом.
2022 року група KARTA SVITU випустила пісні «Крила», «Вона лягає спати» та «Поштар». А пісня «Пес Патрон» стала хітом TikTok, набрала понад 2 мільйони переглядів в YouTube.
У новорічну ніч 2023 гурт взяв участь у телевізійному концерті «Єдині. У новий рік разом», який транслювався в рамках Національного марафону. А 7 січня відбулася презентація мультсеріалу «Пес Патрон», в якому однойменна пісня гурту стала головним саундтреком. 18 квітня Національна музична премія «YUNA» оголосила гурт KARTA SVITU переможцем у номінації «12 пісень незламності».
2024 року гурт KARTA SVITU випустив альбом «Простір важливих речей». Презентація відбулася 10 травня у київському клубі Bel'Etage. Окрім цього Іван Марунич став гостем популярних шоу «Ліга сміху», «ШоЗаСонг», «Ближче до зірок» та ін.
23 травня 2024 на сцені Національної премії YUNA разом з радіоведучим Сержем Гагаріним вручав статуетку переможцям в номінації «Кращий рок-гурт». KARTA SVITU стали учасниками фестивалів V'YAVA, Країна мрій та Atlas United. Наприкінці 2024 року виступив з Національним президентським оркестром у Києві. 
Навесні 2025 випустив пісню "Карна", присвячену однойменному батальйону Національної гвардії України.

### Блогінг та інше
Іван є відомим в українському сегменті фейсбука блогером, створює меми щодо актуальних подій. У 2016 році під час Чемпіонату Європи з футболу спільно з  ведучим шоу «Мамахохотала» Романом Грищуком подорожував Францією знімаючи тревел-блоги. У 2018 році провів 37 прямих ефірів "Late Night Show" ("Вечірній Марунич"), "фішкою" яких було те, що вони здебільшого велися неофіційно з ресторану McDonald's у Києві.. У 2018 році брав участь в боксерському шоу «Битва», в якому здобув перемогу .
Працював над промоутінгом концертів українських гуртів у Палаці спорту: Друга ріка, проєкту “Труба кличе” (2019), а також гурту «Pianoбой» (2020). Раніше спільно з Юрком Юрченком та його гуртом провели концерт на станціях "червоної гілки" київського метрополітену.
У 2019 році став співведучим ранкової телепередачі «Київський ранок». У 2020 році став ведучим авторської програми «Співай-шоу», яка виходила у прямому ефірі на радіостанції «Країна фм», а телеверсія програми суботніми вечорами на «5 каналі». Грає в українському футбольному клубі артистів ФК «Маестро» на позиції півзахисника.

## Громадська позиція та діяльність
Спільно з іншими музикантами виступає на підтримку воїнів ЗСУ та Сил Оборони. Зокрема, спільно з Олександром Положинським виступали для військових у Волновасі, після чого і заснували проєкт «Ол.Ів.'Є». Спільно з Арсеном Мірзояном вітали військових 128-ї ОГШБр, а також військовослужбовців Національної гвардії. У 2020-2021 роках долучився до акції "6992 кілометри державного кордону", спільно з Златою Огнєвіч, Олегом Собчуком та іншими артистами виступаючи з концертами вздовж усього державного кордону України.
Також спільно з Олександром Положинським підтримали ініціативу проти забудови, ініціювали всеукраїнську інформаційну кампанію за збереження гірського масиву Свидовця (Free Svydovets).
У 2023 році спільно з агенцією Postmen та Олександром Положинським записали відео та зняли кліп на пісню «Мільйон на дрон» для підтримки збору на FPV-дрони для 68-ї окремої єгерської бригади. Навесні 2024 Іван Марунич разом з Положинським зробили два спеціальних концерти, під час яких зібрали 301 000 та 130 000 гривень на потреби Сил Оборони. У 2025 році випустив пісню "Карна", яка присвячена однойменному батальйону Нацгвардії України. 